# Митна справа

Митна справа — діяльність, спрямована на реалізацію митної політики країни. Митна справа є складовою зовнішньополітичної і зовнішньоекономічної діяльності країни.

## Митна політика і засади митної справи
Митна політика визначає:
- порядок переміщення через митний кордон товарів і транспортних засобів,
- митне регулювання, пов'язане з встановленням та справлянням податків і зборів,
- процедури митного контролю та оформлення,
- боротьба з контрабандою та порушеннями митних правил.

Засади митної справи становлять:
- розміри податків і зборів та умови митного обкладення,
- спеціальні митні зони і митні режими на території країни,
- перелік товарів, експорт, імпорт та транзит яких через територію країни забороняється.

У митній справі цивілізовані країни дотримуються визнаних у міжнародних відносинах:
- форм декларування товарів,
- методів визначення митної вартості товарів[1],
- систем класифікації та кодування товарів[2],
- системи митної статистики[3],
- інших загальновизнаних у світі норм і стандартів.

## Розвиток митної справи

### У Європі
Практика справляння податків з товарів, що ввозилися або вивозилися з території держави з’явилася у добу Античності, приблизно у VI ст. до н.е. Так, у Стародавніх Афінах сплачувалися портові збори з товарів, які ввозилися або вивозилися на морських судах у розмірі 1-2%, окремо оподатковувалося ввезення зерна у розмірі 2%. У Стародавньому Римі прообраз мита мав назву portorium і був відомий з IV ст. до н.е.
У Середньовічній Європі мита мали транзитний характер і були платою за перевезення певною територією. У капітуляріях (законах) Королівства Франків (V - IX ст.) згадувалася значна кількість різноманітних зборів (мит): мостові, річкові, портові, подорожні збори; збори з колеса (воза), нав’юченого коня, пішохода; ринкові збори тощо (pontaticum, rivaticum, portaticum, plateaticum, rotaticum, saumaticum, pedagium, foraticum). Найперші відомості про справляння мита в Англії належать до X ст. В ті часи у порті Лондона та ряду інших міст на користь короля справлялися три основних види мит: призові збори (Prisage), додаткові портові збори (Maltolte) та давні звичаєві збори {Ancient Customs).
Сучасна митна справа, за якою мито є загальнодержавним податком, що справляється з приводу переміщення товарів через митний кордон, а справляння мита здійснюється митною службою сформувалася лише за Нового часу. В Англії та Франції централізовані митні системи почали формуватися з середини XVII ст., в таких країнах, як Німеччина та Італія цей процес розтягнувся до середини XIX ст. 

## Легальне визначення поняття
Встановлені порядок і умови переміщення товарів через митний кордон України, їх митний контроль та митне оформлення, застосування механізмів тарифного і нетарифного регулювання зовнішньоекономічної діяльності, справляння митних платежів, ведення митної статистики, обмін митною інформацією, ведення Української класифікації товарів зовнішньоекономічної діяльності, здійснення відповідно до закону державного контролю нехарчової продукції при її ввезенні на митну територію України, запобігання та протидія контрабанді, боротьба з порушеннями митних правил, організація і забезпечення діяльності митних органів та інші заходи, спрямовані на реалізацію державної митної політики, становлять митну справу (ч. 1 ст. 7 Митного кодексу України).

## Доктринальне визначення поняття
На думку Мазура А.В. визначення поняття "митна справа" мусить відповідати вимогам методологічного характеру: а) урегульованість виключно на рівні кодифікованого акту; б) універсалізм (завдяки уникненню практики перерахування складників митної справи у його означенні); в) однозначність тлумачення (виникає необхідність визначення в МК України поняття митного регулювання як процесу впорядкування суспільних відносин, що виникають з приводу переміщення товарів і предметів через митний кордон, результатом якого є поява митних правил); г) інструменталізм (поняття дозволяє відповісти на питання що є об’єктом, суб’єктом, головним завданням та особливістю митної справи як правової форми діяльності органів державної виконавчої влади); д) відповідність пропонованого поняття загальноприйнятим нормам юридичної техніки. 
Таким чином, автором запропоновано таке доктринальне визначення поняття: Митна справа – це діяльність митних органів України з виконання у межах своїх повноважень функцій і завдань, спрямованих на реалізацію державної політики у сфері митного регулювання суспільних відносин.
Характеристика складників наведеної вище дефініції, на думку Мазура А.В., може бути представлена у вигляді чотирьох параметрів: а) об’єкт митної справи – державна політика у сфері митного регулювання; б) суб’єкт митної справи – виключно митні органи України; в) головний напрям митної справи як діяльності спеціально уповноважених органів виконавчої влади – виконання функцій і завдань держави; г) особливість митної справи – сфера повноважень суб’єктів її здійснення, тобто область впорядкування суспільних відносин засобами митного регулювання (сфера поширення митних правил).
Через перманентність означеного поняття й потребу його закріплення в Митному кодексі України у основному митному законі вкрай важливо вказати на ідеальну модель митної справи: Здійснення митної справи має забезпечувати неухильне дотримання учасниками митних правовідносин актів національного митного законодавства, а також міжнародних договорів з питань митної справи, укладених в установленому законом порядку.

## Принципи митної справи
Державна митна справа здійснюється на основі принципів:
1. виключної юрисдикції України на її митній території;
2. виключних повноважень митних органів України щодо здійснення державної митної справи;
3. законності та презумпції невинуватості;
4. єдиного порядку переміщення товарів, транспортних засобів через митний кордон України;
5. спрощення законної торгівлі;
6. визнання рівності та правомірності інтересів усіх суб'єктів господарювання незалежно від форми власності;
7. додержання прав та охоронюваних законом інтересів осіб;
8. заохочення доброчесності;
9. гласності та прозорості;
10. відповідальності всіх учасників відносин, що регулюються Митним кодексом України[6].

## Управління митною справою
Безпосереднє керівництво здійсненням митної справи покладається на Державну митну службу України як центральний орган виконавчої влади, що реалізує державну митну політику (частина 4 статті 7 Митного кодексу України).